# Kościół Matki Bożej Różańcowej w Harcie
Kościół Matki Bożej Różańcowej w Harcie – katolicki kościół położony w Harcie, w gminie Dynów, powiecie rzeszowskim, województwie podkarpackim.
Jest to kościół filialny w parafii św. Mikołaja w Harcie w dekanacie Dynów, poświęcony Matce Bożej Różańcowej.

## Historia i opis
W latach 80. pojawił się pomysł zbudowania kościoła w Harcie Górnej, drugiego w miejscowości (kościół parafialny położony jest w Harcie Dolnej). Do tej pory, nabożeństwa odbywały się w miesiącach letnich w położonej niedaleko niewielkiej kapliczce, zbudowanej na początku XX wieku. Koncepcję budowy przedstawiono w 1984 roku biskupowi Ignacemu Tokarczukowi, a 10 lutego tego roku zorganizowano zebranie mieszkańców Harty Górnej, podczas którego zawiązał się komitet budowy, na którego czele stanęli, jako kierownicy budowy, Tadeusz Ryś oraz Wiesław Twardak.
Budowę kościoła rozpoczęło wmurowanie i uroczyste poświęcenie krzyża 15 sierpnia 1984 roku przez ks. dziekana Józefa Ożoga, 1 września tego roku ks. Kazimierz Bełch poświęcił plac pod budowę, a pierwszą mszę w podpiwniczeniu odprawił 25 listopada ówczesny proboszcz parafii, ks. Stanisław Ryś.
Kamień węgielny bp Tokarczuk poświęcił 4 sierpnia 1985 roku, a dwa lata później, 11 listopada 1987 r. poświęcony został przez niego ukończony kościół, któremu nadano imię Matki Bożej Różańcowej.
W drugiej dekadzie XXI wieku w kościele wykonano wiele prac renowacyjnych. W 2012 roku wymieniono okna oraz pomalowano wewnętrzne ściany kościoła, jednocześnie zamieszczając nad ołtarzem głównym wizerunek Matki Bożej Różańcowej. W roku 2013 wyremontowano plac wokół kościoła oraz jego ogrodzenie, a w 2014 wyremontowano podpiwniczenie i urządzono w nim kaplicę pogrzebową, wykorzystywaną przez mieszkańców całej parafii. W 2015 r. odnowiono elewację kościoła, zmieniając kolor jego ścian z białego na jasnobrązowy.
Do kościoła przylega dzwonnica z trzema dzwonami: pierwszy z nich poświęcił biskup Stefan Moskwa w 1986 roku, drugi w 1999 r., zaś trzeci w roku 2010. W 2012 roku dzwonnica została wyremontowana.
W odległości ok. 200 metrów na południe od kościoła znajduje się cmentarz w Harcie Górnej. Został on założony w styczniu 1986 roku, kiedy to jedna z parafianek, Katarzyna Kocaj, ofiarowała działkę pod budowę cmentarza i została pierwszą osobą pochowaną w tym miejscu. Cmentarz został założony samowolnie, dlatego też 8 kwietnia władze w asyście milicji podjęły próbę jego likwidacji, która przez opór mieszkańców zakończyły się niepowodzeniem. Cmentarz został zalegalizowany w lutym 1993 roku.